# Pillara karuah
Pillara karuah är en spindelart som beskrevs av Gray och Smith 2004. Pillara karuah ingår i släktet Pillara och familjen Stiphidiidae.
Artens utbredningsområde är New South Wales. Inga underarter finns listade i Catalogue of Life.